# IHS

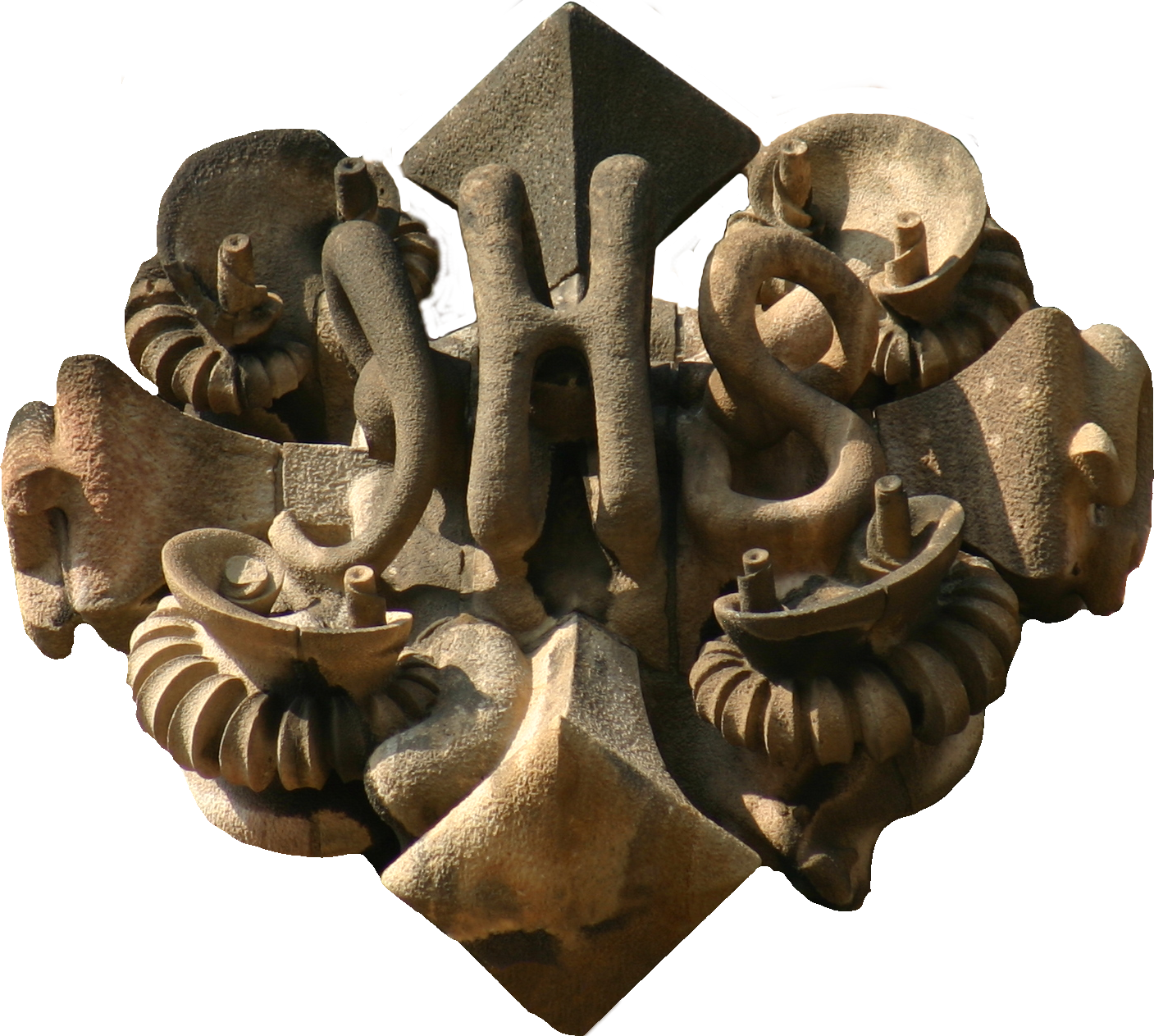
El monograma JHS en el Templo de la Sagrada Familia de Barcelona, obra del arquitecto Antoni Gaudí.

IHS (a veces JHS) es un monograma del nombre de Jesucristo, es decir, un cristograma.

## Origen
El monograma IHS aparece en los primeros siglos de nuestra era, a partir del nombre en griego koiné de Jesús: Ἰησοῦς (en mayúsculas ΙΗΣΟΥΣ, romanizado Iēsûs), del que sería abreviatura. Esta abreviatura, iota-eta-sigma, es ΙΗϹ (con la sigma lunada bizantina) o IHΣ, siendo sustituida la sigma final por la S, pero permaneciendo la eta griega, por su similitud con la H latina, y quedando como lo conocemos ahora: IHS o JHS. 
Desde el siglo VI se encuentra la errónea grafía «Ihesus».

## Interpretaciones posteriores

IHS en el escudo del papa Francisco.

El olvido del origen del monograma dio lugar a etimologías populares:
- Iesus Hominum Salvator (‘Jesús salvador de los hombres’, en latín) o incluso
- Iesus Hierusalem Salvator (‘Jesús salvador de Jerusalén’).
- In Hoc Signo vinces (‘con esta señal vencerás’), creada por el emperador romano Constantino (272-337), quien afirmaba que antes de la batalla del Puente Milvio se le había aparecido el acrónimo IHS junto a su expansión explicativa:  «In Hoc Signo vinces», haciendo referencia a que si él se convertía al cristianismo, vencería en la batalla. Sin embargo, tras ganar la batalla Constantino adoptó como símbolo el lábaro (estandarte) con el monograma XP (ΧΡιστός: Khristós: Cristo).
- I Have Suffered ('Yo he sufrido').
- JHS en español puede interpretarse como Jesus Hijo y  Señor.
- JHS se puede interpretar en español como Jesús Hostia Sagrada

## Extensión del monograma
La devoción incitada por el religioso francés san Bernardo (1090-1153) por el nombre de Jesús como representación de la divinidad en sí mismo y, más tarde por la utilización que del monograma hizo el aristócrata italiano Juan Colombini (1304-1367), lo hicieron muy popular.
Predicadores como san Vicente Ferrer (1350-1419) o san Bernardino de Siena (1380-1444) solían utilizarlo en sus sermones, e incluso a vincularlo a los milagros que unían a estos sermones, que a menudo se acompañaban de conversiones y curaciones masivas.
El militar y religioso español san Ignacio de Loyola (1491-1556) adoptó el monograma en su sello de superior de la Compañía de Jesús (1541), y de esa manera se convirtió en el emblema de su instituto.

## Iconografía
Este monograma se encuentra en numerosos cuadros y relieves, a menudo en solitario, pues su sola presencia ya es una representación de Jesús para los cristianos. Además a menudo se encuentra asociado con otros símbolos también representativos de Jesucristo o muy cercanos a él simbólicamente.

### La cruz

El monograma junto a la cruz.

El monograma fundido con la cruz.

La representación desde el paleocristianismo es muy rica y variada, acompañándose a menudo de otros elementos, como la cruz. La cruz ha acompañado al monograma tanto en mayúsculas (ilustración de la derecha) como en minúsculas, a menudo usando la h minúscula para simbolizar a la vez la cruz atravesándola con un trazo, especialmente utilizando para ello las minúsculas góticas, como en la ilustración de la izquierda.

### Jesús
Unida a la vinculación con la cruz, se ha dado la representación del monograma IHS junto a Jesús, a menudo crucificado, si bien se ha dado también junto con el niño.

### Los clavos
Otro símbolo del martirio de Jesús que se une a la cruz en la representación del monograma son los clavos, que pretenden recordar aquellos que clavaron a la cruz a Jesucristo durante su crucifixión. Por lo general estos clavos se representan en número de tres, figurando la representación clásica de la crucifixión de Cristo en la que un clavo atraviesa cada mano y un tercero ambos pies, puestos uno sobre otro.

### Crismones
Se dio durante el románico su inclusión en los crismones, afirmando la presencia del hijo en la Trinidad (Padre, Hijo y Espíritu Santo) que se unía a este símbolo cristiano, si bien ambos en realidad remiten al mismo símbolo: el de Jesús.

## Compañía de Jesús

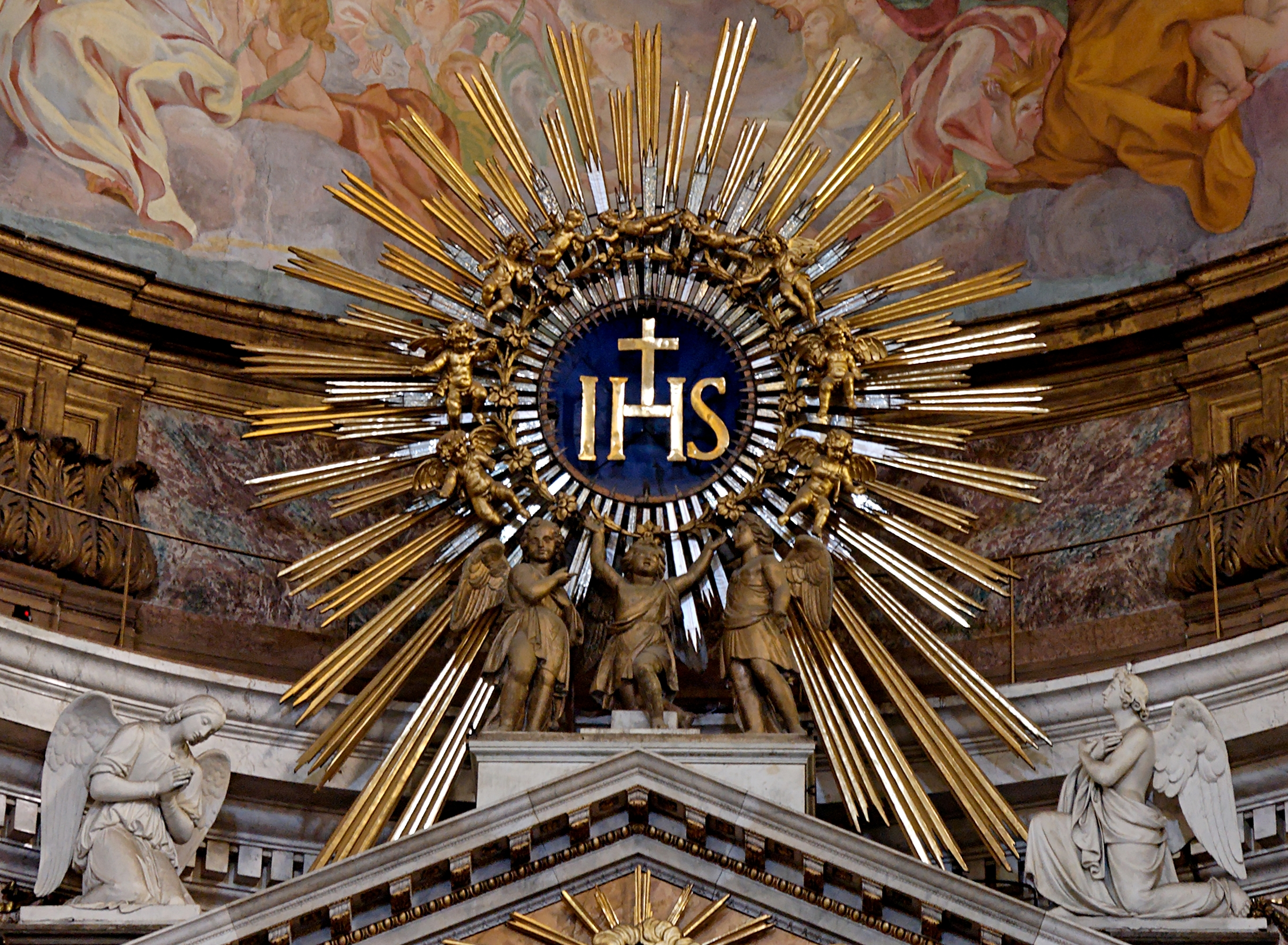
El monograma en el altar de la Iglesia del Gesù, Iglesia madre de la Compañía de Jesús.

El monograma IHS fue adoptado como sello por Ignacio de Loyola, uno de los fundadores de la Compañía de Jesús, con lo que devino en símbolo de la Societas Jesu. Tras usarlo así Ignacio en su sello como general o superior de esta orden, los jesuitas a menudo lo unen a unos rayos solares que se desprenden del símbolo.
El papa Francisco, miembro de la orden jesuita, tuvo en su escudo personal el monograma IHS.